# Fibrobacterota
Fibrobacterota je nedávno identifikovaný malý kmen bakterií, jehož zástupci dříve náležely zejména do rodu Bacteroides (kmen Bacteroidetes). Fibrobacterota třídy Fibrobacteres zahrnují mnoho bakterií, vyskytujících se v bachoru přežvýkavců či v útrobách termitů. V obou případech se účastní trávení celulózy.
Fibrobacterota jsou zřejmě příbuzné s kmeny Chlorobi a Bacteroidetes.
Typovým rodem je Fibrobacter.